# Rivière Maroochy
La rivière Maroochy est une rivière du sud-est du Queensland en Australie.
La rivière prend sa source sur les pentes orientales de la chaîne Blackall et coule vers l'est en passant par Eumundi, avant de se jeter dans l'océan Pacifique à Cotton Tree, Maroochydore. Les autres centres peuplés du bassin versant sont Nambour, Eudlo, Yandina et Coolum.
La banlieue au sud de l'aéroport et au nord de la rivière et à l'ouest de l'autoroute est connue sous le nom de Maroochy River.